# Tadeusz Reroń
Tadeusz Stanisław Reroń (ur. 8 maja 1950 we Wrocławiu) – duchowny rzymskokatolicki. Prezbiter archidiecezji wrocławskiej od 1975 roku. Kapelan honorowy papieża. Profesor nadzwyczajny, doktor habilitowany.

## Życiorys

### Studia wyższe i specjalizacja naukowa
- 1968-1975	– studia filozoficzno-teologiczne w Metropolitalnym Wyższym	Seminarium Duchownym we Wrocławiu
- 1975	– święcenia prezbiteriatu we Wrocławiu z rąk bpa prof. W.	Urbana
- 1977-1981	– studia licencjackie na Papieskim Wydziale Teologicznym we	Wrocławiu
- 1985	– stopień licencjata rzymskiego w PWT
- 1985-1989	– studia specjalistyczne na KUL w zakresie teologii moralnej
- 1992	– doktorat z teologii na KUL (specjalizacja: teologia moralna)

### Działalność kościelna
- 1975-1984	 wikariusz i	katecheta w parafii św. Piotra i Pawła w Strzegomiu
- 1984-1985  wikariusz i	katecheta w parafii katedralnej św. Jana Chrzciciela we Wrocławiu
- 1989-1994  duszpasterz	akademicki w Centralnym Ośrodku Duszpasterstwa Akademickiego (CODA)	„Czwórka” we Wrocławiu
- 1995-2000  duszpasterz	akademicki w CODA „Maciejówka” we Wrocławiu
- 1989-1991 w trakcie synodu	archidiecezji wrocławskiej: członek Komisji ds. Duszpasterstwa	Młodzieży
- 1991		przewodniczący Komisji	d.s. Materiałów Przygotowujących do VI Światowego Dnia Młodzieży	powstałej w ramach Archidiecezjalnego Komitetu Organizacyjnego VI	Światowego Dnia Młodzieży
- 1989-1996	współorganizator	Tygodni Kultury Chrześcijańskiej we Wrocławiu
- 1989 - członek komitetu	organizacyjnego Wrocławskich Dni Duszpasterskich
- 1989	– członek Komisji ds. Środków Społecznego Przekazu arch.	wrocławskiej
- 1992-1999	członek Komisji	ds. Przygotowania do Małżeństwa i Rodziny przy Komisji Episkopatu	Polski ds.	Duszpasterstwa Akademickiego w Warszawie
- 1995-2000	duszpasterz	Nauczycieli Akademickich Wrocławia
- 2000 - duszpasterz Ludzi	Nauki
- 1996-2000	asystent kościelny	Stowarzyszenia Wychowanków i Przyjaciół Centralnego	Ośrodka Duszpasterstwa Akademickiego we Wrocławiu
- 2003-2004	asystent kościelny	Arcybiskupiego Komitetu Charytatywnego we Wrocławiu
- 2004 – cenzor publikacji	kościelnych w Archidiecezji Wrocławskiej
- 2005-2009	duszpasterz	akademicki Papieskiego Wydziału Teologicznego we Wrocławiu

### Działalność na polu nauki
- 1989	– asystent i wykładowca przy Katedrze Teologii Moralnej Ogólnej w	Papieskim Wydziale Teologicznym we Wrocławiu (kierownik: ks. prof.	dr hab. Antoni Młotek)
- 1989	– wykładowca teologii moralnej i bioetyki w PWT we Wrocławiu, MWSD we Wrocławiu, WSD w Legnicy i w Świdnicy, Studium	Katechetyczne we Wrocławiu i Legnicy
- 1994	– adiunkt przy	Katedrze Teologii Moralnej Ogólnej PWT
- 2003	– uzyskanie tytułu naukowego doktora habilitowanego nauk teologicznych w zakresie teologii moralnej[5]
- 2005	–	mianowanie na stanowisko profesora nadzwyczajnego w Instytucie	Teologii Systematycznej w PWT we Wrocławiu
- 2005-2007 sekretarz Rady	Wydziału PWT we Wrocławiu
- 2007-2010	– członek uczelnianej Komisji ds. Akredytacji
- 2010	– członek uczelnianej Komisji Dyscyplinarnej PWT dla nauczycieli	akademickich
- 2009-2010 – wykładowca	podstaw filozofii i bioetyki w Niepublicznej Wyższej Szkole	Medycznej, kierunek: Ratownictwo Medyczne we Wrocławiu
- 2008-2010 – dyrektor	Podyplomowych Studiów Dziennikarskich przy PWT
- 2010-2013	– opiekun naukowy Podyplomowych Studiów Komunikacji Społecznej i	Dziennikarstwa przy PWT
- 2011-2016	– kierownik Katedry Teologii Moralnej Ogólnej PWT

- Pobyt	w zagranicznych ośrodkach naukowych (Rzym, Monachium, Ratyzbona,	Tybinga i Eichstädt) w celu przeprowadzenia kwerendy	bibliograficznej i konsultacji do prowadzonych badań
- Historyk	dziejów i aktualnych zagadnień teologii moralnej, specjalista z	zakresu bioetyki
- Prelegent	i uczestnik kongresów krajowych oraz zagranicznych
- Autor	3 książek oraz ok. 300 artykułów
- Redaktor	6 książek
- Recenzent:

61 publikacji naukowych
14 prac doktorskich
7 prac habilitacyjnych
1 doktoratu honoris causa w PWT
- Promotor	2 doktoratów

### Członkostwo w stowarzyszeniach
- 1989	– 		Towarzystwo Naukowe Papieskiego Wydziału Teologicznego we	Wrocławiu
- 1989	–		Katholische Akademie in Bayern (München)
- 1989-2006	Sekcja	Teologów Moralistów Polskich
- 2006	–		Stowarzyszenie Teologów Moralistów Polskich
- 2005	–		Międzynarodowe Stowarzyszenie Teologów i Moralistów	Społecznych obszaru języka niemieckiego (Münchengladbach)
- 2010	–		Międzynarodowe Stowarzyszenie Bioethicists in Central Europe	(BCE) in Wien
- 2011	–		Międzynarodowe Stowarzyszenie ET – European Society for	Catholic Theology (Brixen)

## Publikacje

### Książkowe
- Media	na usługach moralności chrześcijańskiej, Wrocław 2002 (wyd. PWT	Wrocław)
- Sakrament	pokuty w dobie Soboru Trydenckiego. Studium historyczno-moralne,	Wrocław 2002 (wyd. PWT Wrocław)
- Etyka	w szpitalu. Diakonia – medycyna – duszpasterstwo, Wrocław 2013	(wyd. PWT Wrocław)

### Wybrane artykuły naukowe
- Udział	środków społecznego przekazu w szerzeniu „kultury życia”, w:	Życie – dar nienaruszalny. Wokół encykliki „Evangelium	vitae”, red. A. Młotek, T. Reroń, Wrocław 1995, s. 79-81.
- Zaangażowanie	chrześcijan w odnowę życia publicznego, w: Ku odnowie człowieka	i społeczeństwa, red. I. Dec, Wrocław 1996, s. 235-249.
- Doktoraty	honoris causa na Wydziale Teologii Katolickiej, w: A. Młotek,	Teologia na Uniwersytecie Wrocławskim, Wrocław 1998, s. 157-182.
- Rola	kobiety w kształtowaniu kultury życia, w: Służcie Panu z	weselem, red. I. Dec, t. 2, Wrocław 2000, s. 723-736.
- Godność	i misja człowieka starszego, w: W kręgu chrześcijańskiego	orędzia moralnego, red. M. Biskup, T. Reroń, Wrocław 2000, s.	557-577.
- Drogi	grzesznika ku pojednaniu, „Sosnowieckie Studia Teologiczne” 5	(2001) s. 55-66.
- Moralne	problemy opieki lekarskiej nad chorymi w stanie terminalnym,	„Quaestiones Selectae” 8 (2001) nr 12, s. 131-144.
- Teologia	wyzwolenia, w: Leksykon Duchowości Katolickiej, red. M.	Chmielewski, Lublin 2002, s. 884-887.
- Wokół	argumentu potencjalności w dyskusji o początku życia ludzkiego,	„Advances in Clinical and Experimental Medicine” 11 (2002) nr 1,	Suppl. 1, s. 39-48.
- Moralne	aspekty reklamy, „Homo Dei” 74 (2004) nr 2, s. 72-82.
- Doktryna	trydencka o sakramencie namaszczenia chorych, „Perspectiva.	Legnickie Studia Teologiczne” 3 (2004) nr 2, s. 96-115.
- Współczesne	migracje zarobkowe jako problem moralny, w: Wyjazdy zarobkowe –	szansa czy zagrożenie? Perspektywa społeczno-moralna, red. K.	Glombik, P. Morciniec, Opole 2005, s. 197-207.
- Dekalog,	w: Jan Paweł II. Encyklopedia Nauczania Moralnego, red. J.	Nagórny, K. Jeżyna, Radom 2005, s. 135-140.
- Nagość	w sztuce. Aspekt moralny, w: Żyjemy dla Pana, red. M. Rosik,	Wrocław 2005, s. 583-595.
- Kultura	życia, w: Encyklopedia bioetyki. Personalizm chrześcijański. Głos	Kościoła, red. A. Muszala, Radom 2005, s. 258-263.
- Doctor –	the servant of Life, „Advances in Clinical and Experimental	Medicine” 15 (2006) nr 2, s. 367-371.
- Teologia	moralna na Papieskim Wydziale Teologicznym we Wrocławiu, w: Polska	teologia moralna. Czterdzieści lat po Soborze Watykańskim II, red.	J. Nagórny, J. Gocko, Lublin 2006, s. 221-226.
- Obrona	prawna dziecka poczętego w pracach parlamentarnych, „Sosnowieckie	Studia Teologiczne” 8 (2007) s. 173-192.
- Prawa	człowieka śmiertelnie chorego w leczeniu szpitalnym, w: Maius	ac divinius.	Księga Jubileuszowa na 80-lecie urodzin ks. Jana Kruciny, red. W.	Irek, H. Schambeck, Wrocław 2009, s. 311-324.
- Sprzeciw	Kościoła wobec antykoncepcji. Argument z czynu wewnętrznie złego,	„Sosnowieckie Studia Teologiczne” 9 (2009) s. 189-202.
- Aspekty	etyczne diagnostyki prenatalnej i preimplantacyjnej w świetle	nauczania Kościoła, „Świdnickie Studia Teologiczne” 7 (2010)	nr 7, s. 279-293.
- Kryzys	wychowania seksualnego młodzieży, w: Wychowanie seksualne w	rodzinie i w szkole, red. K. Glombik, Opole 2010, s. 191-206.
- Postęp w biomedycynie i jego	granice, w: Człowiek wobec wyzwań rozwoju technologicznego, red.	J. Machnacz, M. Małek, K. Serafin, Wrocław 2011, s. 151-160.
- Prokreacja	i rodzicielstwo. Perspektywa udanego małżeństwa bez dzieci, w:	Dar życia, red. Z. Wanat, Toruń 2012, s. 125-141.
- Włodzimierza	Fijałkowskiego (1917-2003) uzasadnienie konieczności ochrony	środowiska ludzkiego, w: Wiara i moralność. Argumentacja	teologiczna we współczesnej debacie społecznej, red. K. Glombik,	Opole 20013, s. 149-162.
- Kryzys ekologiczny jako	problem etyczny, w: Dlaczego ekologia? Wokół encykliki Laudato	si’, red. T. Reroń, A. Szafulski, Wrocław 2016, s. 145-152.

#### Hasła w encyklopediach:
- Encyklopedia Katolicka
- Encyklopedia Bioetyki
- Jan Paweł II Encyklopedia Nauczania Moralnego
- Encyklopedia Wrocławia

## Dane biograficzne w leksykonach
1. G.Polak, Kto jest kim w Kościele? Ekumeniczne „who is who”	chrześcijaństwa Polsce (stan na dzień 15 lutego 1999 r.),	Warszawa 1999, s. 302.
2. I.Dec (red.), Papieski Wydział Teologiczny we Wrocławiu 1968-2001.	Pracownicy naukowo-dydaktyczni, wykaz prac dyplomowych, sympozja,	działalność wydawnicza, Wrocław 2000, s. 307-312.
3. S.C.Napiórkowski (red.), Teologu polski, co sądzisz o swojej	twórczości? Niepokalanów 2007, s. 301-304.

## Nagrody i odznaczenia
- 1997 –	kanonik RM
- 2008 –	kapelan honorowy Jego Świątobliwości Benedykta XVI (prałat)
- 2013 – nagroda Rektora PWT I Stopnia za szczególne zasługi dla Uczelni, za wkład w rozwój teologii moralnej oraz za wybitne osiągnięcia naukowe i dydaktyczne